# モーリスレベロトーナメント
モーリスレベロトーナメント（英語: Maurice Revello Tournament、フランス語: Tournoi Maurice Revello）は、フランス・プロヴァンス地方で開催されるU-23世代のサッカーの国際大会。毎年5月末から6月頃にフランスのブーシュ＝デュ＝ローヌ県域で開催されている。
2016年開催の第44回大会までは、トゥーロン国際大会（トゥーロンこくさいたいかい、英語: Toulon Tournament、フランス語: Festival International Espoirs de Toulon et du Var）の名称で、毎年5月末から6月頃にフランス南東部のヴァール県周辺で試合が行われ、決勝戦はトゥーロンで行われていた。

## 概要
1967年の第1回大会はクラブチーム6チームによって開催された。1974年の第2回大会ではクラブチームと代表チームの混合大会となり、1975年の第3回大会からフランスの招待した代表チーム8ヶ国（または10ヶ国）が参加して毎年行われる方式となり、1977年にはFIFA公認の大会となった。2007年大会まではU-21世代が対象だったが、2008年大会からU-23世代が対象となった。
大会はホスト国フランスを含めたユース（現在は上記U-23世代）のナショナルチームによる招待トーナメントであり、現在では欧州各国のスカウトが有望な若手選手を発掘する見本市的な意味合いの大会となっている。なお、優勝回数は開催国フランスの13回が最も多く、ブラジルの9回がそれに続く。歴代得点王にはジャン＝ピエール・パパン（1985年）、アラン・シアラー（1991年）、ルイ・コスタ（1992年）、ヌーノ・ゴメス（1996年）、ティエリ・アンリ（1997年）、エミール・ヘスキー（1998年）、ジブリル・シセ（2001年）、ケヴァン・ガメイロ（2007年）、マルコ・ファビアン（2012年）などが名を連ねている。
2008年から日本のSBSカップ 国際ユースサッカーと友好大会となり、お互いにトロフィーを提供している。
大会の創設者で会長を務めたモーリス・レベロが2016年2月に死去したことに伴い、翌2017年開催の第45回大会から同氏の名を冠したモーリスレベロトーナメント（英語:Maurice Revello Tournament、フランス語:Festival international espoirs – Tournoi Maurice Revello）へ大会名が変更され、あわせて開催地もヴァール県からブーシュ＝デュ＝ローヌ県へ変更となり、参加国も12ヶ国に拡大された。さらに2018年にはU-20世代の女子ナショナルチームによる大会となるSUD Ladies Cup（英語: Sud Ladies Cup）（フランス語:SUD Ladies Cup – Tournoi Maurice Revello）も創設されている。

### 日本代表の参加
日本は2000年に初参加。2000年は全日本大学選抜が参加したが、2001年からはアンダー世代の日本代表が参加している。2002年には松井大輔、山瀬功治、阿部勇樹らの活躍で3位となり、中山悟志がアレッサンドロ・ペッリコーリ（イタリア）と共に3得点で得点王となった。2008年には本田圭佑、岡崎慎司、李忠成、森本貴幸らを擁し、グループリーグでオランダや地元フランスを破って決勝トーナメントに進出。しかし準決勝でイタリアにPK戦の末敗れ、3位決定戦でもコートジボワールにPK戦で敗れている。

#### 史上初の決勝進出・準優勝
2019年の第47回大会にU-22日本代表が参加した際は、東京五輪世代の複数の選手が今大会直後にブラジルで開催されるコパ・アメリカ2019に日本代表として臨むことが決定し、この大会に出場するメンバーは決して同世代の主力とされる選手が揃っているわけではなかった。そのような経緯の中でも、グループリーグ初戦では大会3連覇中のU-20イングランドと対戦。38分にセットプレーからトレヴォ・チャロバーに先制ゴールを決められたが、大南拓磨と長沼洋一の得点で逆転し、2-1で逆転勝利。続く第2節・U-22チリ戦では三笘薫の先制点を皮切りに、旗手怜央と岩崎悠人が2得点ずつ挙げて前半だけで5-1と大量リード（35分に連係ミスからアンジェロ・アラオスに1点を返された）。後半には、更に旗手が得点を挙げてハットトリックを達成し、6-1で大勝した。第3節・U-19ポルトガル戦では再三の決定機を相手の堅い守備の前に決めきれず、85分にウマロ・エムバロに失点を献上して0-1で惜敗するも、グループ首位で11年ぶりとなる準決勝に進出。準決勝・U-22メキシコ戦ではメキシコに50分にヘスス・ゴディネスに先制ゴールを許すも、71分に田中碧の放ったシュートがバーに当たり、跳ね返ったこぼれ球を相馬勇紀が押し込んで1-1の同点とした。試合終盤の86分にエドゥアルド・アギーレにヘディングシュートを沈められて勝ち越しゴールを決められたが、直後の89分に小川航基が同点弾を挙げ、後半が終了。決勝進出はPK戦の結果に委ねられる。先攻のメキシコが4人目のキッカーで失敗するが、後攻の日本は小川・相馬・岩崎・長沼・旗手の順に全員がPKを成功し、大会史上初めての決勝進出を決めた。決勝では「4試合全勝、15得点・無失点」の成績で勝ち進んだU-22ブラジル代表と対戦。試合序盤こそ日本が積極的な姿勢を見せるが、前半19分にアントニーにゴールを決められ失点を許してしまう。以後も押し込まれる展開が続くが、前半39分にブラジルのDFがロングボールの処理を誤ると、そのミスを突いた小川の左足ボレーシュートでゴールネットを揺らし、同点とした。後半はブラジルペースで試合が進み、同点弾を挙げた小川が負傷し、神谷優太と交代するアクシデントもあったが、チーム全員で粘り強く耐えて失点することなくPK戦に持ち込んだ。PK戦で後攻となった日本は、相馬・三笘・神谷・長沼の順に4人目まで成功。5人目のキッカーも成功させたブラジルに対し、日本は5人目のキッカーを務めた旗手のPKがGKにセーブされ、4-5で惜敗。しかし「U-22日本代表初招集の選手が複数いる東京五輪世代のサブチームで最高成績を残した」ことは、同世代のコパ・アメリカメンバーや、大会公式サイトからも称賛された。U-22日本代表はフェアプレー賞、サステイナブルディベロップメント賞を受賞。更に、椎橋慧也・相馬勇紀・田中碧(優秀選手賞・3位も受賞)が大会ベストイレブンに選出された。

## 大会方式
Aグループ・Bグループ各4ヶ国（または5ヶ国）でリーグ戦を行い、A・B上位各2チームが決勝トーナメントに進む。2013年からは各グループ1位同士が決勝戦、2位同士が3位決定戦を行う方式となった。2017年は12ヶ国が出場し、A・B・Cの3グループのうち各グループ1位と、2位の中から成績上位1チームの計4チームが決勝トーナメントに進む方式となった。
試合は大会のローカルルールで、40分ハーフ（80分）グループリーグにおいては延長・PK戦なし。交代は5人まで（ゴールキーパーの交代も含む）。その理由として、大会はほぼ1日おきのプログラムであることや、現地の初夏の気候から、通常の45分ハーフで開催すると選手の疲労面など体調管理が難しいためとしている

## 歴代成績
| 回 | 年        | 優勝             | 準優勝           | 3位              |          |
| -- | --------- | ---------------- | ---------------- | ---------------- | -------- |
| 1  | 1967      | アンデルレヒト   | ブラチスラヴァ   | ニーム           |          |
| 2  | 1974      | ポーランド       | ハンガリー       | チェコスロバキア |          |
| 3  | 1975      | アルゼンチン     | フランス         | イタリア         |          |
| 4  | 1976      | ブルガリア       | フランス         | メキシコ         |          |
| 5  | 1977      | フランス         | ブルガリア       | オランダ         |          |
| 6  | 1978      | ハンガリー       | フランス         | オランダ         |          |
| 7  | 1979      | ソビエト連邦     | オランダ         | ハンガリー       |          |
| 8  | 1980      | ブラジル         | フランス         | チェコスロバキア |          |
| 9  | 1981      | ブラジル         | チェコスロバキア | ソビエト連邦     |          |
| 10 | 1982      | ユーゴスラビア   | チェコスロバキア | オランダ         |          |
| 11 | 1983      | ブラジル         | アルゼンチン     | フランス         |          |
| 12 | 1984      | フランス         | ソビエト連邦     | チェコスロバキア |          |
| 13 | 1985      | フランス         | イングランド     | スペイン         |          |
| 14 | 1986      | ブルガリア       | フランス         | ソビエト連邦     |          |
| 15 | 1987      | フランス         | ブルガリア       | ブラジル         |          |
| 16 | 1988      | フランス         | イングランド     | ブルガリア       |          |
| 17 | 1989      | フランス         | ブルガリア       | アメリカ合衆国   |          |
| 18 | 1990      | イングランド     | チェコスロバキア | ブラジル         |          |
| 19 | 1991      | イングランド     | フランス         | スコットランド   |          |
| 20 | 1992 詳細 | ポルトガル       | ユーゴスラビア   | フランス         |          |
| 21 | 1993      | イングランド     | フランス         | スコットランド   |          |
| 22 | 1994      | イングランド     | ポルトガル       | フランス         |          |
| 23 | 1995      | ブラジル         | フランス         | イングランド     |          |
| 24 | 1996      | ブラジル         | フランス         | ポルトガル       |          |
| 25 | 1997      | フランス         | ポルトガル       | メキシコ         |          |
| 26 | 1998 詳細 | アルゼンチン     | フランス         | ポルトガル       |          |
| 27 | 1999      | コロンビア       | アルゼンチン     | フランス         |          |
| 28 | 2000      | コロンビア       | ポルトガル       | イタリア         |          |
| 29 | 2001      | ポルトガル       | コロンビア       | フランス         |          |
| 30 | 2002      | ブラジル         | イタリア         | 日本             |          |
| 31 | 2003      | ポルトガル       | イタリア         | アルゼンチン     |          |
| 32 | 2004      | フランス         | スウェーデン     | 中国             |          |
| 33 | 2005      | フランス         | ポルトガル       | イングランド     |          |
| 34 | 2006 詳細 | フランス         | オランダ         | ポルトガル       |          |
| 35 | 2007 詳細 | フランス         | 中国             | コートジボワール |          |
| 36 | 2008 詳細 | イタリア         | チリ             | コートジボワール |          |
| 37 | 2009 詳細 | チリ             | フランス         | アルゼンチン     |          |
| 38 | 2010 詳細 | コートジボワール | デンマーク       | フランス         |          |
| 39 | 2011 詳細 | コロンビア       | フランス         | イタリア         |          |
| 40 | 2012 詳細 | メキシコ         | トルコ           | オランダ         |          |
| 41 | 2013 詳細 | ブラジル         | コロンビア       | フランス         |          |
| 42 | 2014 詳細 | ブラジル         | フランス         | ポルトガル       |          |
| 43 | 2015 詳細 | フランス         | モロッコ         | アメリカ合衆国   |          |
| 44 | 2016 詳細 | イングランド     | フランス         | ポルトガル       |          |
| 45 | 2017 詳細 | イングランド     | コートジボワール | スコットランド   |          |
| 46 | 2018 詳細 | イングランド     | メキシコ         | トルコ           |          |
| 47 | 2019 詳細 | ブラジル         | 日本             | メキシコ         |          |
| -  | 2020      | 開催中止         | 開催中止         | 開催中止         | 開催中止 |
| -  | 2021      | 開催中止         | 開催中止         | 開催中止         | 開催中止 |
| 48 | 2022 詳細 | フランス         | ベネズエラ       | メキシコ         |          |
| 49 | 2023 詳細 | パナマ           | メキシコ         | オーストラリア   |          |
| 50 | 2024 詳細 | TBD              | TBD              | TBD              |          |